# Bento da Rocha Cabral
Bento da Rocha Cabral (Paradela de Guiães, 29 de janeiro de 1847 — Lisboa, 1921) foi um filantropo, empreendedor e emigrante no Brasil, que por disposição testamentária deixou os fundos que permitiram a criação do Instituto de Investigação Científica de Bento da Rocha Cabral.

## Biografia
Nascido em Paradela de Guiães, concelho de Sabrosa, emigrou muito jovem para o Brasil. Casou com com Maria Jaymot e acumulou fortuna.
Regressou a Portugal, onde o casal, sem filhos, adquiriu um palacete na Calçada da Fábrica da Louça (hoje Calçada Rocha Cabral), em Lisboa onde passou a residir. Viajou pela Europa e América do Norte, dedicando-se, como autodidacta, ao estudo de assuntos culturais e científicos. Em cumprimento de uma disposição do seu testamento foi fundado em 1922 o Instituto Rocha Cabral, dedicado à investigação científica.